# Київтрансгаз

УМГ «Київтрансгаз», офіс

«Київтрансгаз» — філія управління магістральних газопроводів «Київтрансгаз» ПАТ «Укртрансгаз» (колишньої Дочірньої компанії «Укртрансгаз» НАК «Нафтогаз України»).

Київтрансгаз експлуатує важливу частину газопроводів — вхід в ГТС російського газу для подальшого транспортування його в Європу.   Потужність газотранспортної системи УМГ «Київтрансгаз» по вхідних газопроводах перевищує 320 млн м3/добу.

Одним із найважливіших завдань УМГ «Київтрансгаз» — забезпечення надійної роботи ГТС України для підтримання високої конкурентноспроможної репутації України на газовому ринку Європи.
Також здійснює поставку природного газу і на внутрішньому ринку України.

## Історія
Відкриття достатніх запасів газу в районах Західної України зумовило будівництво першого в колишньому СРСР магістрального газопроводу «Дашава — Київ» діаметром 500 мм, довжиною 509 км пропускною здатністю 1,9 млрд м³ газу/рік.
17 листопада 1948 року газопровід було введено в експлуатацію і місто Київ вперше отримало природний газ. Ця подія стала початком відліку розвитку газотранспортної системи України і днем народження Київтрансгазу — першого газотранспортного підприємства в родині теперішньої ДК «Укртрансгаз» НАК «Нафтогаз України».
За більш як 60 років існування управління магістральних газопроводів «Київтрансгаз» перетворилося на потужний територіально-виробничий комплекс з розгалуженою ГТС протяжністю понад 9 тисяч кілометрів, що забезпечує природним газом промисловість і населення 9 областей України.

## Структура
До складу УМГ «Київтрансгаз» входять 8 лінійних виробничих управлінь магістральних газопроводів (ЛВУ МГ) та виробниче управління підземного зберігання газу (ВУ ПЗГ):
| Назва                                                                      | Дата створення |
| -------------------------------------------------------------------------- | -------------- |
| Красилівське ЛВУ МГ                                                        | 1947р.         |
| Бердичівське ЛВУ МГ                                                        | 1948р.         |
| Боярське ЛВУ МГ                                                            | 1951р.         |
| Чернігівське ЛВУ МГ                                                        | 1951р.         |
| Диканське ЛВУ МГ                                                           | 1961р.         |
| Лубенське ЛВУ МГ                                                           | 1961р.         |
| Яготинське ЛВУ МГ                                                          | 1968р.         |
| Мринське ВУ ПЗГ                                                            | 1968р.         |
| Солохівське підземне сховище (з 2009 р. відноситься до Диканського ЛВУ МГ) | 1981р.         |
| Сумське ЛВУ МГ                                                             | 1983р.         |

В управлінні експлуатується 146 газоперекачувальних агрегатів (ГПА) загальною потужністю 1033 МВт.

## Виробнича діяльність
- Підприємство здійснює:
  - Транспортування та постачання природного газу споживачам Вінницької, Житомирської, Київської, Полтавської, Сумської, Харківської, Хмельницької, Черкаської, Чернігівської областей і міста Києва;
  - Закачку, зберігання та відбір газу із підземних сховищ газу;
  - Технічне обслуговування та ремонт лінійної частини та наземних об'єктів газотранспортної системи, роботи по реконструкції та модернізації обладнання;
  - Капітальне будівництво нових об'єктів виробничого і невиробничого призначення;

Поступово відбувається модернізація парку ГПА на базі сучасних вітчизняних двигунів ДН-80, ДТ-71П, що забезпечує значну економію паливного газу. 
Перші серійні газотурбінні двигуни ДН-80 Миколаївського ДП НВКГ «Зоря»-«Машпроект» потужністю 25 МВт з ККД 34% впроваджені при модернізації ГПА-25/76 на Гребенківській та Ромненській КС. На головній в системі «Шебелинка — Київ» КС «Диканька» змонтовані сім, а на КС «Бобровницька» змонтовано вісім блочно-контейнерних ГПА-Ц-6,3С (виробництва Сумського ВАТ «НВО ім.Фрунзе») з високонапірними газовими компресорами, економічними двигунами ДТ-71П3 (в-ва ДП НВКГ «Зоря»-«Машпроект») обладнаних сучасною вітчизняною автоматикою.
У зв'язку із недостатнім фінансуванням для заміни зношених ділянок значної частини магістральних трубопроводів на нові — впроваджуються власні та вітчизняні розроблені технології і матеріали для ремонту труб. Основною перевагою даного методу ремонту — відсутня необхідність стравлювання газу із трубопроводів перед початком проведення робіт, однак заміна труби на нову була б надійнішою.
Для підвищення надійності газотранспортної системи проводиться внутрішня діагностика газопроводів за допомогою «інтелектуальних поршнів».

### Підземне зберігання газу
Київтрансгаз експлуатує три підземних сховища газу — Олишівське, Червонопартизанське і Солохівське. Основне призначення комплексу ПСГ — забезпечення надійності постачання газом міста Києва і столичної області.
25 травня 1964 року було здійснено перше пробне закачування у водоносний пласт Олишівської структури, що започаткувало розвиток в Україні підземного зберігання газу. Олишівське та Червонопартизанське сховища — єдині в Україні, що створені та успішно експлуатуються у водоносних структурах. При їх формуванні було розв’язано ряд технічних проблем, внаслідок вирішення яких запатентовано технологію створення сховищ за допомогою спеціальних нагнітальних свердловин.

### Система обліку газу
Облік газу — одна з основних ланок роботи ГТС в ринкових умовах.

Транспортування значної кількості природного газу і передача його сусіднім УМГ через газовимірювальні станції, а також споживачам через ГРС вимагала заміну застарілих систем обліку газу на нові.

За останні роки впроваджено автоматизовані витратомірні комплекси та лічильники газу з класом точності 1,0 та створено сучасну систему обліку газу, яка відповідає європейським стандартам.